# St Edward's krone
Sankt Edwards krone (engelsk: Crown of St. Edward) er en kongekrone og en del af de britiske kronregalier. Den er fra 1661.
Navnet på kronen henviser til den angelsaksiske konge Edvard Bekenderen, som døde i 1066. Det kom i brug fra 1220, da Henrik 3. af England blev kronet for anden gang i Westminster Abbey. Sankt Edwards krone blev det ypperste symbol på kongeværdigheden i England.

## Beskrivelse
Sankt Edwards krone er af 22 karat guld, med en omkreds på 66 cm, er 30 cm høj og vejer 2,23 kg.
Kronen er i guld, sølv og platin med emalje og har safirer, turmaliner, ametyster, topaser, rubiner, peridoter, granater, zirkoner, spineller og akvamariner. Trækket er i fløjl og i bunden er kronen udstyret med hermelin.